# Черногория и евро
Черногория не имеет собственной валюты. С 1996 года немецкая марка была де-факто валютой во всех частных и банковских операциях. Она же была официально принята в качестве валюты Черногории в ноябре 1999 года. Марка была заменена на евро в 2002 году без каких-либо возражений от Европейского центрального банка.
Европейская комиссия и ЕЦБ с тех пор неоднократно выражали своё недовольство односторонним использованием евро в Черногории. Так, Амелия Торрес, пресс-секретарь Европейской комиссии, заявила: «Условия для принятия евро понятны. Это означает, прежде всего, членство в ЕС». Процесс стабилизации и ассоциации ЕС декларирует, что «одностороннее введение евро не совместимо с Договором».
ЕС настаивает на строгом соблюдении критериев конвергенции (например, участие не менее 2 лет в системе ERM), которые не подлежат обсуждению до принятия евро, но которые не были использованы, чтобы остановить одностороннее использование евро в Черногории. ЕС выражал обеспокоенность по поводу государственного долга Черногории, который к 2011 году вырос до 57 процентов ВВП.
Чиновники из Центрального банка Черногории неоднократно указывали на то, что европейские институты ожидают от них чёткого соблюдения правил ERM, особенно в связи с процессом вступления Черногории в ЕС. Никола Фабрис, главный экономист Центрального банка Черногории, заявил, что ситуация была другой, когда Черногория приняла евро, и другие государства, рассматривающие возможность одностороннего введения евро (например, Босния и Герцеговина), столкнутся с санкциями со стороны ЕС, и процесс их вступления будет приостановлен, если они это сделают.
17 декабря 2010 года Черногории был предоставлен статус кандидата на вступление в Европейский союз. Ожидается, что этот вопрос будет решён путём переговорного процесса. ЕЦБ заявил, что последствия одностороннего принятия евро будут прописаны не позднее возможных переговоров о присоединении к ЕС. Дипломаты предполагают, что вряд ли Черногория будет вынуждена вывести евро из обращения в своей стране. Радойе Жугич, министр финансов Черногории, заявил, что «было бы чрезвычайно экономически нерационально вернуться к нашей собственной валюте, а затем позже снова вернуться к евро». Вместо этого он надеется, что Черногории будет позволено сохранить евро и пообещал, что «правительство Черногории примет некоторые определённые элементы, которые должны выполнить условия для дальнейшего использования евро, например, принятие фискальных правил».
В отличие от официальных членов еврозоны, Черногория не чеканит монеты и поэтому не имеет собственного национального дизайна.